# Solrinnes
Solrinnes är en kommun i departementet Nord i regionen Hauts-de-France i norra Frankrike. Kommunen ligger i kantonen Solre-le-Château som tillhör arrondissementet Avesnes-sur-Helpe. År 2022 hade Solrinnes 143 invånare.

## Befolkningsutveckling
Antalet invånare i kommunen Solrinnes
| Referens: INSEE |